# Huancayo (província)
Huancayo é uma província do Peru localizada na região de Junín. Sua capital é a cidade de Huancayo.

## Distritos da província
- Carhuacallanga[2]
- Chacapampa[3]
- Chicche[4]
- Chilca[5]
- Chongos Alto[6]
- Chupuro
- Colca
- Cullhuas
- El Tambo
- Huacrapuquio
- Hualhuas
- Huancán
- Huancayo
- Huasicancha
- Huayucachi
- Ingenio
- Pariahuanca
- Pilcomayo
- Pucará
- Quichuay
- Quilcas
- San Agustín
- San Jerónimo de Tunán
- Santo Domingo de Acobamba
- Sapallanga
- Saño
- Sicaya
- Viques